# Huangpu
L'Huangpu (黃浦江T, 黄浦江S, Huángpǔ JiāngP, Huang-p'u ChiangW, lett. "Fiume dall'Argine Giallo") è un fiume lungo 97 km che attraversa la città di Shanghai, in Cina.

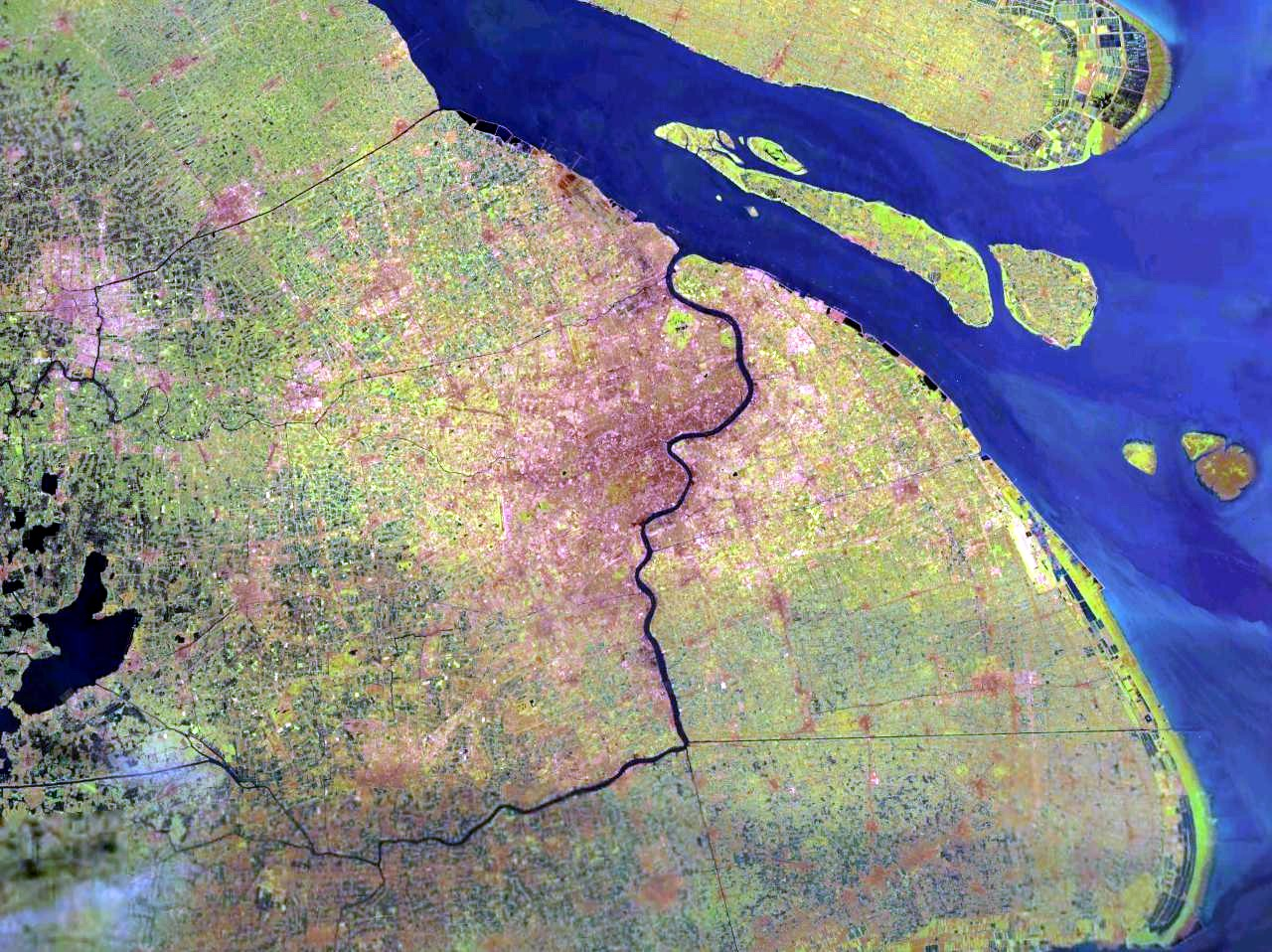
Foto satellitare della città di Shanghai. In alto il Fiume Azzurro ed in basso l'Huangpu.

L'Huangpu, tributario di destra dello Yangtze in cui affluisce nella parte terminale dell'estuario, è il principale dei fiumi che attraversano Shanghai. Nonostante si tratti di un fiume di modesta lunghezza ha una buona portata d'acqua costante tutto l'anno. Di media è ampio 400 metri, larghezza considerevole che ne rende non facile l'attraversamento con ponti, è profondo 9 e fornisce gran parte delle risorse idriche alla metropoli. Divide Shanghai in due zone: Pudong (est) e Puxi (ovest).
L'Huangpu è molto trafficato da battelli e chiatte e costituisce una via di comunicazione per le merci anche verso il mare.
Molto piacevole è la gita in battello sopra le sue acque che permette di ammirare il Bund e le ardite costruzioni di Pudong.

## Località attraversate dal fiume
- Shanghai
- Jiaxing

## Ponti
- Ponte Songpu
- Ponte Nanpu
- Ponte Lupu